# Eneida Zurita
Eneida Zurita Soto ( 1976, La Paz) es una botánica, agrónoma, y bióloga boliviana.
Recibió entrenamiento científico en el Programa Latinoamericano del Jardín Botánico de Misuri. Trabaja con el "Centro de Biodiversidad y Genética" (CBG) de la Universidad Mayor de San Simón (UMSS) de Cochabamba, Bolivia, en el "Proyecto Políticas y Planeamiento Ambiental del Manejo Participativo de la Biodiversidad", Mancomunidad Unión Amazónica Filadelfia-Bolpebra (MUAFB), en el Departamento de Pando, Bolivia.

## Publicaciones
- maría ximena Londoño de la Pava, eneida Zurita Soto. 2008. "Two New Species of Guadua (Bambusoideae: Guaduinae) from Colombia and Bolivia". Journal Botanic Research Institute of Texas ISSN 1939-5259 Brit 2 (1 ): 25-34

## Honores
Miembro de
- Asociación para la Biología de la Conservación - Bolivia (Capítulo de "Society for conservation Biology". Presidenta del Comité Científico.

- La abreviatura «Zurita» se emplea para indicar a Eneida Zurita como autoridad en la descripción y clasificación científica de los vegetales.[5]